# Amg1r5
AMG1r5 — первая успешная программа, предназначенная для решения больших разреженных линейных систем уравнений алгебраическим многосеточным методом (AMG).
С начала 1990-х годов наблюдается растущий спрос на более эффективные методы решения крупных разреженных, неструктурированных линейных систем уравнений. Для практически актуальных размеров проблем классические одноуровневые методы уже достигли своих пределов, и необходимо было разработать новые иерархические алгоритмы, чтобы обеспечить эффективное решение ещё больших проблем.
AMG — один из очень эффективных итерационных методов для решения линейных систем уравнений, например, возникающих при численном решении различных типов эллиптических уравнений в частных производных на неструктурированных сетках. Метод может быть использован как решатель по принципу чёрного ящика, для различных вычислительных задач, в том числе и не содержащих геометрическую информацию, а содержащих лишь матрицу коэффициентов линейной системы самой различной природы происхождения (теплопередача, аэро-гидродинамика, нефтяные месторождения, компьютерная томография и др.). AMG часто используется и как собственный решатель линейных систем и как предобуславливатель к итерационным методам (Conjugate Gradients, BiCGStab или FGMRES).
AMG1r5.f — это самодостаточный файл на языке FORTRAN с набором функций (около 4600 строк кода) одна из которых является вызываемой извне и в которую передаётся матрица линейной системы уравнений в CRS формате хранения. Авторами AMG1r5 являются Джон Руге университет Колорадо и Клаус Штубен из Fraunhofer Institute for Algorithms and Scientific Computing SCAI. Код amg1r5 написан в 1986 году. Это исторически первый программный код, доказывающий, что линейная масштабируемость (от числа неизвестных в системе линейных уравнений) может быть достигнута без привлечения геометрической информации о задаче. Код amg1r5 обладает лучшей скоростью сходимости (справляется с большими числами обусловленности) по сравнению с современными многосеточными методами сглаженной агрегации (SA-amg). В отличие от методов сглаженной агрегации код AMG1r5 требует для работы большого количества оперативной памяти (до 13 размеров исходной матрицы для amg1r5 и менее 2 размеров исходной матрицы для SA-amg методов).
AMG1r5 свободно доступный исследовательский учебный код без какого-либо обслуживания или поддержки. Он хорошо документирован и является классическим и исторически первым. Основная критика кода amg1r5 связана с его высокой операторной сложностью. Тем не менее amg1r5 содержит такие положительные компоненты как:
1. C/F релаксация, Gauss-Seidel релаксация.
2. RS/ RS2 огрубление.
3. Amg1r5 интерполяция (Amg1r6 вариант алгоритма).
4. Понижение операторной сложности путём задания параметра ecg2=0.9 вместо 0.25.

С минимальными модификациями код amg1r5 может использоваться как предобуславливатель к алгоритмам BiCGStab и FGMRes. Расспараллеливание с помощью OpenMP фазы решения позволяет ускорить алгоритм amg1r5 до трёх раз на системах с общей памятью, согласно закону Амдала. А также функция relx_ может быть дополнена сглаживателем ILUk, k=0,1,…, например, из библиотеки Ю.Саада SPARSKIT2. Данные модификации позволяют коду amg1r5 решать ещё более плохообусловленные задачи ещё большего размера.